# Cynthia Woodhead
Cynthia Woodhead (n. 7 februarie 1964, Riverside, California, SUA) este o înotătoare ce a reprezentat Statele Unite ale Americii, medaliată olimpică. A participat la o ediție a Jocurilor Olimpice (1984) în care a câștigat o medalie de argint.

## Participări
Lista de mai jos prezintă principalele competiții la care a participat Cynthia Woodhead de-a lungul carierei.
- swimming at the 1984 Summer Olympics – women's 200 metre freestyle[*]